# 布罗桑克
布罗桑克（法語：Brossainc）是法国阿尔代什省的一个市镇，属于罗讷河畔图尔农区（Tournon-sur-Rhône）塞尔里埃县（Serrières）。该市镇2009年时的人口为279人。

## 人口
布罗桑克人口变化图示
| 数据来源：INSEE |